# Groupe de réflexion entre catholiques
Le Groupe de réflexion entre catholiques (GREC) est un cercle de « rencontres et de discussions entre catholiques » qui a pour but de favoriser les relations et les échanges entre la Fraternité sacerdotale Saint-Pie-X et l’Église catholique en France.

## Histoire
Le GREC est né en 1997 à l’initiative de Huguette Pérol (d), veuve de l’ambassadeur de France à Rome Gilbert Pérol.
Le président de la Conférence épiscopale de France avait nommé un évêque référent pour ce groupe, Philippe Breton, alors évêque d'Aire et Dax. André Fort, alors évêque d'Orléans, participait régulièrement aux rencontres.
Pendant 12 ans, le groupe s'est réuni chaque mois, invitant divers intervenants et organisant notamment, en 2003, un colloque remarqué sur le thème « tradition et modernité ».
Après avoir organisé de discrètes conférences entre la FSSPX et le Saint-Siège à la nonciature de Paris, il a décidé de se mettre en retrait en 2009, lorsque ont commencé les discussions doctrinales.

## Membres
- L'abbé Alain Lorans, de la FSSPX, directeur de DICI.
- L’abbé Claude Barthe, né en 1947, prêtre du diocèse d’Auch.
- Le père Michel Lelong, né en 1925, père blanc, très actif jadis dans le dialogue avec les musulmans.
- Le père Olivier de La Brosse, né en 1931, longtemps en poste à Rome.
- L'abbé Grégoire Celier, de la FSSPX.
- Paul Airiau, professeur agrégé et docteur en histoire, spécialiste de l’histoire religieuse[3].
- Marie-Alix Doutrebente.
- Jacques-Régis du Cray.
- Philippe Pichot-Bravard.